# Мохаммад, Амир Хамаюни
Амир Хамаюни Мохаммад (23 февраля 1996, Махачкала, Россия) — российский футболист, защитник «Балтики».

## Клубная карьера
Воспитанник махачкалинского футбола. Первый тренер — Семён Борисович Валявский. В 2013 году около полугода провёл в молодёжном составе «Анжи», но летом покинул клуб и некоторое время находился без команды. В начале 2015 года был в составе московского любительского клуба «Квазар». Летом того же года подписал контракт с клубом «Легион Динамо». В сезоне 2016/17 клуб прошёл лицензирование и был допущен к матчам в первенстве ПФЛ. За 2 года на профессиональном уровне провёл за команду 55 матчей и забил 12 голов. 25 июля 2018 года подписал контракт с «Анжи». 3 дня спустя, 28 июля, дебютировал в Премьер-лиге, выйдя в стартовом составе на матч 1-го тура против «Урала».

## Достижения
«Химки»
- Чемпион Первой лиги: 2023/24

«Балтика»
- Чемпион Первой лиги: 2024/25

## Личная жизнь
Отец — уйгур, выходец из Кабула. В 1985 году, во время афганской войны 1979—1989 годов, он отправился на учёбу в Махачкалу, где познакомился с местной девушкой, на которой впоследствии женился, принял гражданство России и остался в Махачкале.
Старший брат Амира Шариф Мухаммад — также футболист, с 2015 года выступает за сборную Афганистана.